# Aciculata
Los aciculados (Aciculata) o errantes (Errantia) son gusanos poliquetos que tienen una movilidad importante. Taxonómicamente forman un orden de la subclase Palpata, clase Polychaeta y filo Annelida.
El término Aciculata alude a que los parapodios tienen acículas (apéndices con forma de aguja), las cuales son quetas modificadas en varillas esqueléticas que llevan un conjunto de músculos, lo que facilita la locomoción.
El término Errantia alude a su gran capacidad de locomoción. Los errantes se mueven activamente, nadan, caminan, se arrastran, excavan en el barro o en la arena, o se refugian bajo rocas o en los arrecifes de coral. Algunos también fabrican tubos, pero los abandonan para salir a comer. Muchos son depredadores y utilizan sus mandíbulas para capturas sus presas, principalmente crustáceos, bivalvos, hidroides, esponjas y otros poliquetos. Hay algunos casos excepcionales de comensalismo (sobre esponjas, cnidarios, equinodermos, crustáceos u otros poliquetos) y más raro aún es el parasitismo (arabélidos que explotan a otros poliquetos).

## Filogenia

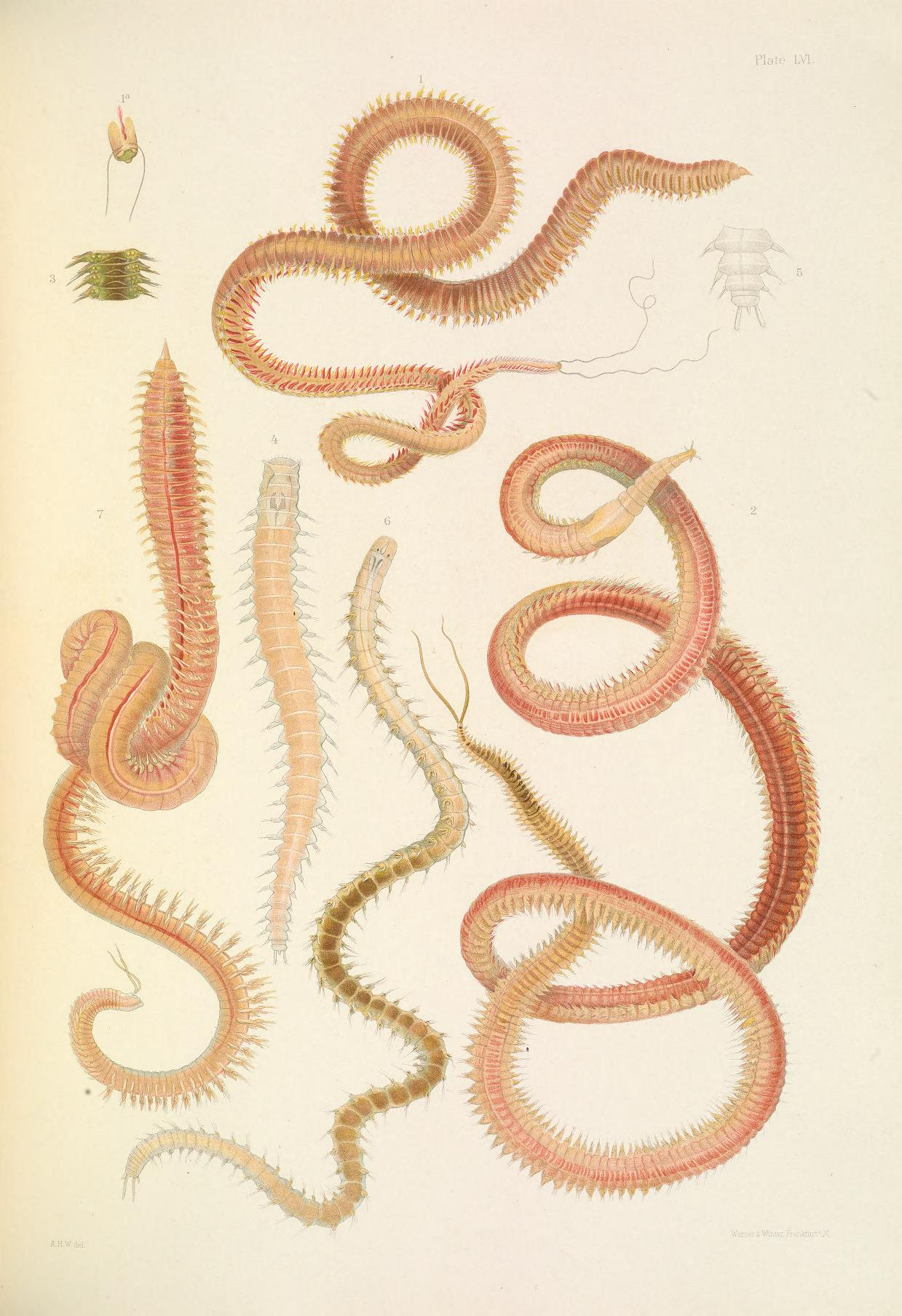
Diversos aciculados.

Aciculata y Errantia suelen tratarse como sinónimos, sin embargo, otros autores marcan algunas diferencias sobre la base de estudios filogenéticos. Uno de estos estudios muestra el siguiente postulado (2016):

|  | Phyllodocida |
|  |              |
|  | Eunicida     |
|  |              |

|  | Amphinomida    |
|  |                |
|  | Kenostrychus † |
|  |                |

|  | Phyllodocida |
|  |              |
|  | Eunicida     |
|  |              |

|  | Amphinomida    |
|  |                |
|  | Kenostrychus † |
|  |                |

|  | Phyllodocida |
|  |              |
|  | Eunicida     |
|  |              |

|  | Amphinomida    |
|  |                |
|  | Kenostrychus † |
|  |                |

|  | Phyllodocida |
|  |              |
|  | Eunicida     |
|  |              |

|  | Amphinomida    |
|  |                |
|  | Kenostrychus † |
|  |                |

Aún no hay consenso. Otros postulados colocan a Amphinomida como anélido basal y fuera de Errantia, encontrándose los siguientes resultados:
|           | Protodriliformia (arquianélidos)                          |
|           |                                                           |
|           | Myzostomida                                               |
|           |                                                           |
| Aciculata | \| \| Phyllodocida \| \| \| \| \| \| Eunicida \| \| \| \| |
|           | \| \| Phyllodocida \| \| \| \| \| \| Eunicida \| \| \| \| |
|           | Phyllodocida                                              |
|           |                                                           |
|           | Eunicida                                                  |
|           |                                                           |

|  | Phyllodocida |
|  |              |
|  | Eunicida     |
|  |              |

## Familias
Se agrupan del siguiente modo:
Orden Amphinomida
- Amphinomidae  Savigny in Lamarck, 1818
- Euphrosinidae  Williams, 1851

Orden Eunicida
- Dorvilleidae  Chamberlin, 1919
- Eunicidae  Berthold, 1827
- Hartmaniellidae  Imajima, 1977
- Lumbrineridae  Schmarda, 1861
- Oenonidae  Kinberg, 1865
- Onuphidae  Kinberg, 1865

Orden Phyllodocida
- Acoetidae  Kinberg, 1856
- Alciopidae  Ehlers, 1864
- Aphroditidae  Malmgren, 1867
- Chrysopetalidae  Ehlers, 1864
- Eulepethidae  Chamberlin, 1919
- Glyceridae  Grube, 1850
- Goniadidae  Kinberg, 1866
- Hesionidae  Grube, 1850
- Ichthyotomidae  Eisig, 1906
- Iospilidae  Bergstroem, 1914
- Lacydoniida  Bergstroem, 1914
- Lopadorhynchidae  Claparede, 1868
- Myzostomidae  Benham, 1896
- Nautiliniellidae  Miura and Laubier, 1990
- Nephtyidae  Grube, 1850
- Nereididae  Johnston, 1865
- Paralacydoniidae  Pettibone, 1963
- Pholoidae  Kinberg, 1858
- Phyllodocidae  Oersted, 1843
- Pilargidae  Saint-Joseph, 1899
- Pisionidae  Southern, 1914
- Polynoidae  Malmgren, 1867
- Pontodoridae  Bergstroem, 1914
- Sigalionidae  Malmgren, 1867
- Sphaerodoridae  Malmgren, 1867
- Syllidae  Grube, 1850
- Tomopteridae  Johnston, 1865
- Typhloscolecidae  Uljanin, 1878

Incertae sedis
- Aberrantidae  Wolf, 1987
- Nerillidae  Levinsen, 1883
- Spintheridae  Johnston, 1865 [7]